# Siège de Tournai (1340)
Pour les articles homonymes, voir Siège de Tournai.
Guerre de Cent Ans
Batailles
Le siège de Tournai eut lieu du 23 juillet au 25 septembre 1340 au cours de la guerre de Cent Ans.

## Contexte
Après son écrasante victoire sur la flotte française lors de la bataille de L'Écluse le 24 juin 1340, Édouard III d'Angleterre assiège la ville de Tournai, restée fidèle à Philippe VI de France. Le roi Plantagenêt s'est allié avec les insurgés flamands de Jacob Van Artevelde. Les coalisés ont formé deux armées, dont l'une, dirigée par Robert d'Artois, est battue durant la bataille de Saint-Omer. Édouard III, qui dirige personnellement la deuxième armée, se dirige alors vers la ville de Tournai.

## Le siège de Tournai
Édouard et son armée atteignent Tournai le 23 juillet 1340. À part les habitants de la ville, une garnison française est également présente à Tournai. La garnison de la ville est dirigée par le connétable de France, Godemar du Fay. Les Anglo-Brabançons disposent des catapultes autour de la ville, mais leur efficacité est moindre, comparée à celles des défenseurs, qui causent des ravages chez les assiégeants. La garnison organise des sorties et attaque les assiégeants, et les assauts des coalisés, le 26 août et le 2 septembre, échouent. Les échecs multiples ont pour conséquences de démoraliser les assiégeants, qui s'accusent mutuellement d'incompétence.
Les siège, blocus et levée du siège de Tournai se déroulèrent en réalité entre le 1er août et le 27 septembre 1340. Aux premières rumeurs de guerre dans la contrée, entre français et anglais, les magistrats de Tournai, (ville royale française dont les sujets étaient fidèles au roi de France Philippe VI de Valois) et le gouverneur de la cité, Godemart de Faye, avaient fait réparer les remparts : les portes et les murailles étaient en bon état, on donna seulement plus de profondeur aux fossés situés vers la porte de Marvis, laquelle était défendue par deux pont-levis, des guérites et des espringales. Le fleuve de l’Escaut fut barré par une grosse chaîne de crainte que la ville ne soit attaquée par surprise. On cloisonna les portes de la Vigne, des Récollets, de la Poterie, du Floc-à-Brebis et Blandinoise. Tournai pouvant rapidement tomber en famine, une troupe de 1 000 hommes bien équipés et de 300 arbalétriers fut mise sur pied en vue d’effectuer une chevauchée : celle-ci, sortie un soir de Tournai se pointa le lendemain matin devant Courtrai, mit aussitôt le feu aux faubourgs de la ville et en profita pour enlever du bétail aux courtraisiens (plus de 10 000 moutons, autant de bovidés et de porcs furent ramenés à Tournai.) Apprenant la nouvelle, le chef flamand des révoltés contre le roi de France, Jacques d’Artevelle (ou, en flamand, Jacob van Artevelde), jura de tirer vengeance de Tournai. Il fixa un rendez-vous au pont d’Espierre (entre Tournai et Audenarde) où toutes sortes de milices flamandes au nombre approximatif de 40 000 hommes d’armes (issues d’Ypres, Gand et du Franc de Bruges) devaient le rejoindre ainsi que ses alliés anglais, les comtes de Salisbury et Suffolk (aux ordres du roi Edouard III d’Angleterre), et auxquels se joignirent également des troupes du comte de Hainaut et du duc de Brabant, pour ensuite partir tous ensemble assiéger Tournai. Le roi d’Angleterre lui-même, avait quitté Gand pour se rendre au siège Tournai : il établit son quartier au château de Chin, que ses troupes venaient d’enlever en date du 21 juillet. Le même jour, côté français, le comte de Foix entra à Tournai avec une colonne de 2 500 hommes, de sorte que la garnison assurant la défense de la ville se montait maintenant à 14 000 servans d’armes, dont 4 000 cavaliers : la place fut aussi pourvue de toutes sortes de munitions. En juillet 1340, les assiégeants réunis sous le commandement du roi d’Angleterre vinrent planter le siège devant Tournai. Le roi de France, en réaction leva aussitôt une armée de déblocus comptant plus de 22 000 nobles et près de 3 000 fantassins : le prince-évêque de Liège, Adolphe de La Marck, y figura même, du côté français, avec 7 chevaliers bannerets et 73 chevaliers bacheliers (= ordinaires) ainsi qu’avec 420 écuyers (pour un total de 501 cavaliers). Pendant deux mois, il ne se produisit aucune action militaire décisive : le blocus de Tournai piétinait, car les défenseurs tenaient bon. De son côté, le roi de France fit divers mouvements afin de dégager la cité, mais n’engagea pas ses forces, globalement supérieures pourtant en nombre et en équipement des assiégeants coalisés. L’abbesse, Jeanne de Valois, de l’abbaye de Fontenelle, mère du comte de Hainaut, intervint entre les belligérants et réussit à conclure une trêve à Esplechin, bourg près de Cysoing, en date du 25 septembre 1340 : le siège fut levé et les armées rentrèrent chez elles. C’est le besoin d’argent qui réduisit le roi d’Angleterre à lever le siège de la ville. Quant au roi de France, il congédia ses troupes réunies à Bouvines, en date du 27 septembre 1340 tandis que les comtes Salisbury et Suffolk se chargeaient d'effectuer des chevauchées dans les alentours de Lille. Malgré l’interdit lancé par le roi de France au comte Guillaume II de Hainaut, ce dernier n’abandonna pas le roi Edouard III d’Angleterre et rompit même ouvertement avec Philippe VI de Valois auquel il adressa un défi le 2 avril 1340 : ce qui provoqua un « état de guerre » officialisé. Jeanne de Valois devenue veuve du comte Guillaume Ier de Hainaut se retira durant son veuvage à l’abbaye de Fontenelle en Hainaut : elle était la mère de Guillaume II comte de Hainaut ainsi que de Philippa de Hainaut, épouse du roi Edouard III d’Angleterre. Elle était aussi la sœur du roi de France, Philippe VI de Valois,,,.

## La trêve franco-anglaise
La belle-mère d'Édouard III, Jeanne de Valois, lui rend visite dans sa tente le 22 septembre et le conjure de faire la paix avec la France. Elle avait adressé la même demande à Philippe, qui était son frère. Une trêve, connue sous le nom de trêve d'Esplechin, est négociée trois jours plus tard : chaque monarque s'en retourne en son pays sans perdre la face et Tournai peut alors être réapprovisionnée en vivres.